# Palmar (Santander)

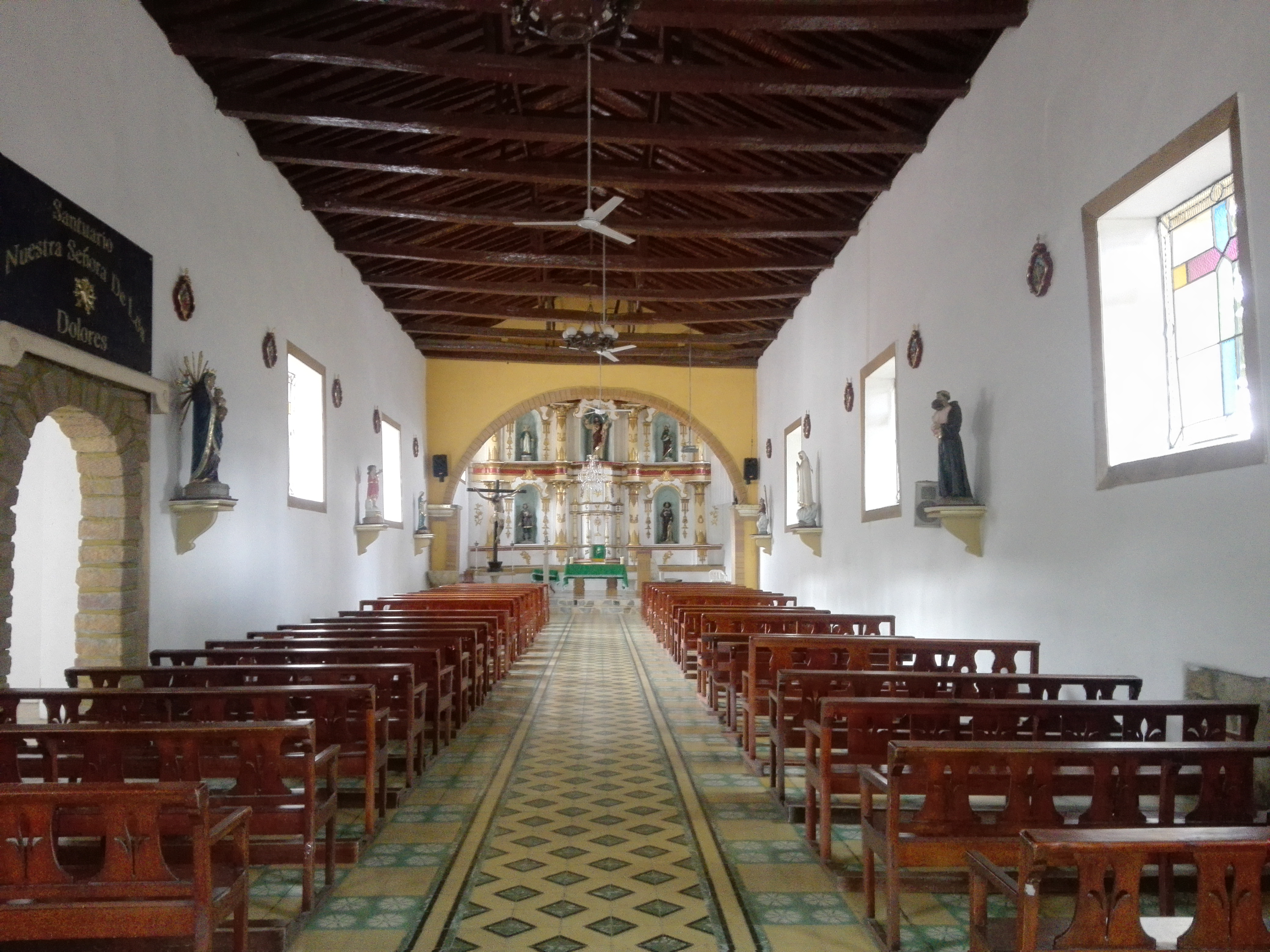
Sede principal Católica, Palmar Santander.

Palmar es un municipio de Colombia, situado en el departamento de Santander, en la provincia Comunera. El municipio limita al norte con Galán, al este con el Socorro y Cabrera, por el oeste con Hato, y al sur con Simacota. Es el cuarto municipio más pequeño de Colombia.

## Historia
La población fue fundada por Silverio de Orostegui en 1754, y se convirtió en municipio en 1887.

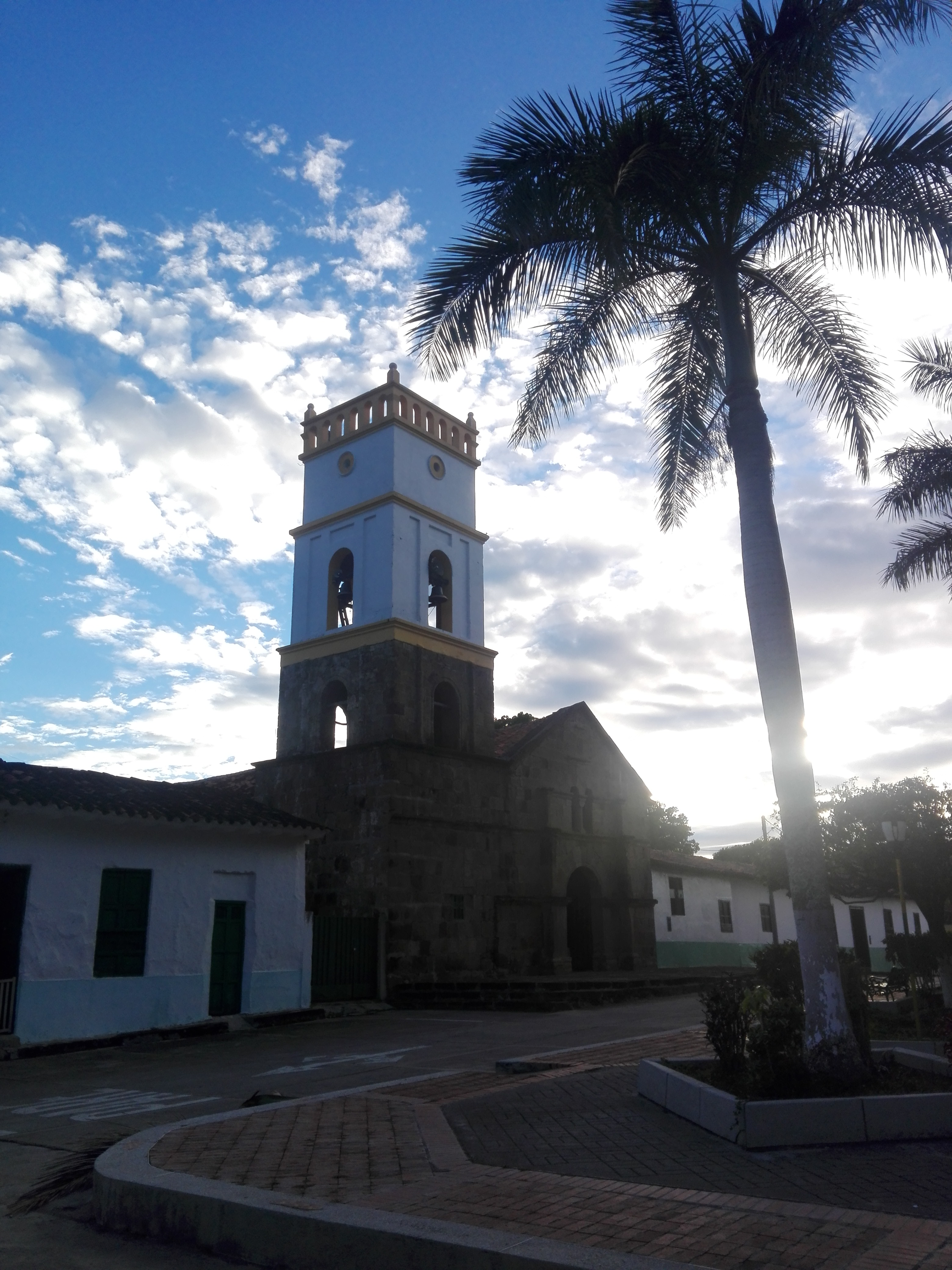
La catedral del municipio cuenta con una renovación actualmente en su cúpula, la cual fue pintada, los relojes fueron eliminados, sus campanas pintadas al igual que su fachada.

## Símbolos

### Bandera
la bandera está conformada por tres franjas verticales de igual tamaño de colores amarillo, verde y amarillo.

## Clima
| Parámetros climáticos promedio de Palmar                                            | Parámetros climáticos promedio de Palmar | Parámetros climáticos promedio de Palmar | Parámetros climáticos promedio de Palmar | Parámetros climáticos promedio de Palmar | Parámetros climáticos promedio de Palmar | Parámetros climáticos promedio de Palmar | Parámetros climáticos promedio de Palmar | Parámetros climáticos promedio de Palmar | Parámetros climáticos promedio de Palmar | Parámetros climáticos promedio de Palmar | Parámetros climáticos promedio de Palmar | Parámetros climáticos promedio de Palmar | Parámetros climáticos promedio de Palmar |
| Mes                                                                                 | Ene.                                     | Feb.                                     | Mar.                                     | Abr.                                     | May.                                     | Jun.                                     | Jul.                                     | Ago.                                     | Sep.                                     | Oct.                                     | Nov.                                     | Dic.                                     | Anual                                    |
| ----------------------------------------------------------------------------------- | ---------------------------------------- | ---------------------------------------- | ---------------------------------------- | ---------------------------------------- | ---------------------------------------- | ---------------------------------------- | ---------------------------------------- | ---------------------------------------- | ---------------------------------------- | ---------------------------------------- | ---------------------------------------- | ---------------------------------------- | ---------------------------------------- |
| Temp. máx. media (°C)                                                               | 31.4                                     | 32.9                                     | 32.6                                     | 31.9                                     | 31.1                                     | 31.0                                     | 31.6                                     | 32.1                                     | 31.5                                     | 30.5                                     | 30.2                                     | 31.1                                     | 31.5                                     |
| Temp. media (°C)                                                                    | 26.4                                     | 26.5                                     | 26.5                                     | 26.1                                     | 25.7                                     | 25.7                                     | 25.7                                     | 25.8                                     | 25.6                                     | 25.2                                     | 25.4                                     | 25.8                                     | 25.9                                     |
| Temp. mín. media (°C)                                                               | 19.7                                     | 19.9                                     | 20.5                                     | 20.4                                     | 20.4                                     | 20.1                                     | 19.6                                     | 19.7                                     | 19.6                                     | 19.7                                     | 20.0                                     | 19.9                                     | 20                                       |
| Precipitación total (mm)                                                            | 64                                       | 84                                       | 124                                      | 217                                      | 216                                      | 126                                      | 133                                      | 149                                      | 203                                      | 262                                      | 189                                      | 75                                       | 1842                                     |
| Días de precipitaciones (≥ 1 mm)                                                    | 7                                        | 9                                        | 12                                       | 17                                       | 20                                       | 17                                       | 18                                       | 19                                       | 19                                       | 20                                       | 16                                       | 9                                        | 183                                      |
| Humedad relativa (%)                                                                | 69                                       | 68                                       | 69                                       | 72                                       | 75                                       | 75                                       | 73                                       | 73                                       | 74                                       | 76                                       | 76                                       | 73                                       | 72.8                                     |
| Fuente: Instituto de Hidrología, Meteorología e Investigaciones Ambientales (IDEAM) |                                          |                                          |                                          |                                          |                                          |                                          |                                          |                                          |                                          |                                          |                                          |                                          |                                          |

## Turismo
Palmar tiene zonas turísticas, las cuales sus habitantes frecuentan, y son:
- El parque principal, en el cual se encuentra situado una inmensa ceiba.
- Los ríos, Suárez y El Río Fonce.
- La quebrada La Cincomil (el pozo del amor).
- Un pequeño mirador cerca a la planta de tratamiento de aguas.
- La quebrada La Chirigua. 
- La quebrada La Oroca.
- El Canal.
- La iglesia principal y sus capillas (En el centro, en el Instituto Técnico José Rueda y en la vereda Palogordo).
En el casco urbano está ubicado el colegio Instituto Técnico José Rueda, el cual actualmente tiene 3 sedes las cuales son: 
- La sede principal (casco urbano).
- La sede B en Palogordo.
- La sede C en Cincomil

## Veredas
El municipio del Palmar tiene 4 veredas que son:
-La vereda Cincomil
-La vereda el Hoyo
-La vereda Palogordo
-La vereda Oroco